# Kapuzinerkloster Neuenburg am Rhein
Das Kapuzinerkloster Neuenburg ist ein abgegangenes Kloster des Kapuzinerordens in der Stadt Neuenburg am Rhein in Deutschland. Die Grundsteinlegung erfolgte 1612. Das Kloster wurde 1675 niedergebrannt und geschleift.

## Geschichte

### Gründung
Die Universität Freiburg stand einem weiteren Ausbau des dortigen 1599 gegründeten Kapuzinerklosters entgegen. Daher richtete der Rat der Stadt Freiburg im Breisgau 1612 eine Außenstelle in Neuenburg am Rhein ein. Das Vorhaben wurde vom Provinzial P. Alexander Bugglin der damals auch für Vorderösterreich zuständigen Schweizerischen Kapuzinerprovinz befürwortet. Er war an einer Station zwischen den Klostergründungen in Rheinfelden und in Freiburg interessiert. Die Genehmigungen des kapuzinerfreundlichen und gegenreformatorisch gesinnten Landesherrn Maximilian der Deutschmeister sowie der Kurie aus Rom konnten ohne Probleme eingeholt werden. Der Neuenburger Niederlassung wurden die Räumlichkeiten des 1527 während der Reformation aufgehobenen Franziskanerklosters zugewiesen.
Am 2. Juli 1615 erfolgte die Weihe der Laienkirche durch den Weihbischof von Konstanz, Jakob Johann Mirgel (amtierend 1597–1619). Die Kirche trug das Patrozinium des heiligen Antonius.

### Wichtige Ereignisse
1612 wurde der Klosterbau gemeinsam durch die Stadt Freiburg und die Schweizerische Kapuzinerprovinz eingerichtet. Drei Jahre später wurde die ehemalige Barfüßerkirche als Kirche des neuen Kapuzinerklosters durch den Konstanzer Weihbischof Jakob Johann Mirgel konsekriert. 1633 erlitt das Kloster bei der Beschießung Neuenburgs durch die Schweden unter dem Rheingrafen Otto Ludwig von Salm-Kyrburg-Mörchingen schwere Schäden. Die Pest grassierte bis in das Folgejahr. 1634 wurde die Stadt erneut von den Schweden unter dem Rheingrafen Otto Ludwig von Salm-Kyrburg-Mörchingen eingenommen, der auf den Kniefall und Bitte des Kapuziners P. Friedrich die Stadt verschonte. 1638 richtete Bernhard von Weimar sein Hauptquartier im Kapuzinerkloster ein, wo er ein Jahr später starb. Die Pest brach erneut aus und forderte innerhalb von zwei Tagen 400 Tote.
1644 wurde das Kapuzinerkloster nach der Schlacht bei Freiburg zum Militärlazarett der geschlagenen französischen Rheinarmee.
Im Jahr 1657 errichteten die Kapuziner eine Wallfahrt zu der ein Kilometer südlich von Neuenburg gelegenen Heilig-Kreuz-Kapelle; im gleichen Jahr gründeten die Kapuziner die Neuenburger Heilig-Kreuz-Bruderschaft.
1668 spalteten sich die 27 vorderösterreichischen Klöster am 16. April auf dem Provinzialkapitel der Schweizer Kapuzinerprovinz in Wyl ab und gründeten die Vorderösterreichische Kapuzinerprovinz.
1675 nahm der Marquis Sébastien Le Prestre de Vauban in der Nacht vom 11. auf den 12. März bei einem Überraschungsangriff ein. Das Kapuzinerkloster wurde wegen seiner strategischen Lage am Rhein am 9. April abgebrannt und geschleift.

### Aufgaben und Tätigkeiten des Klosters

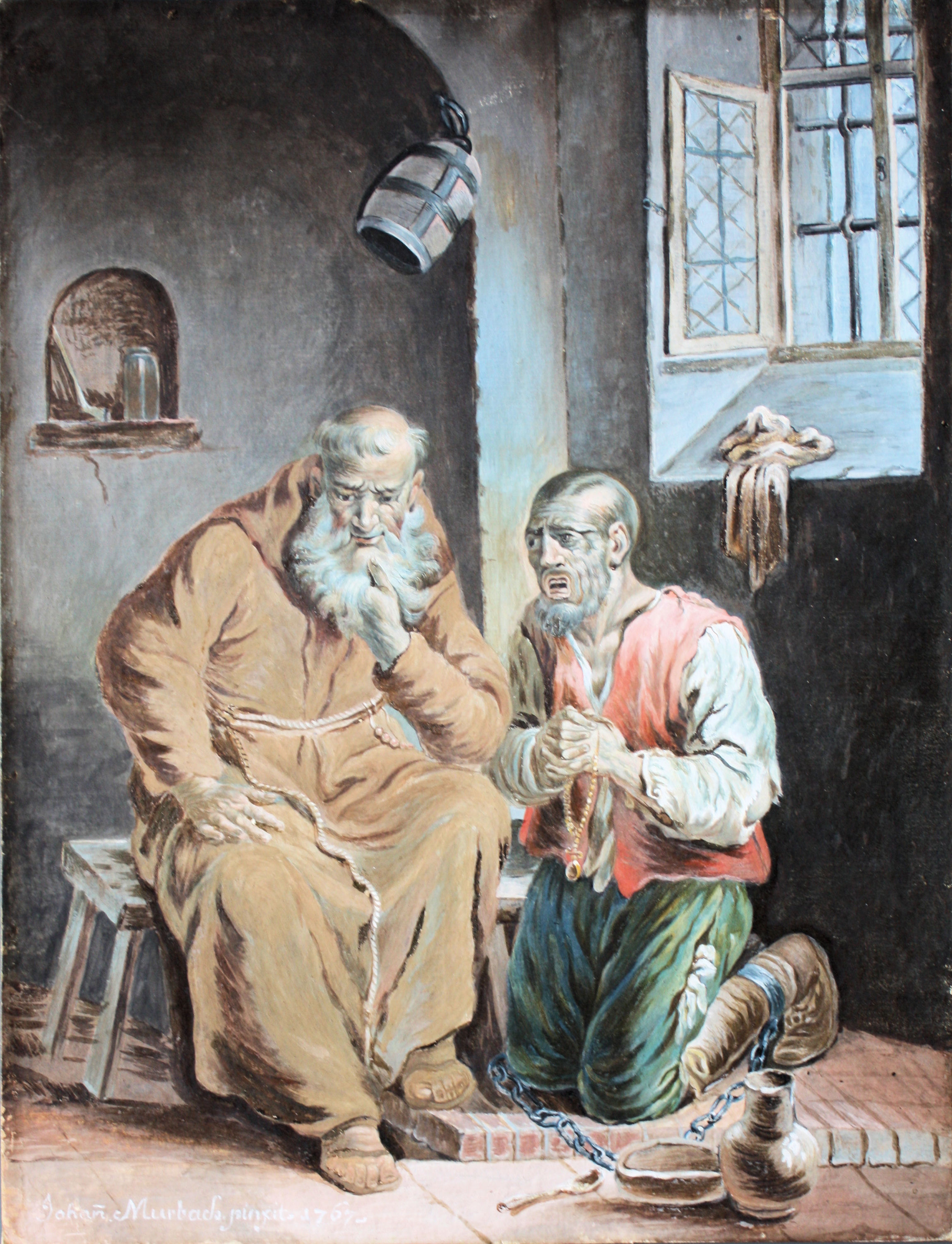
Johann Murbach: Kapuziner bei der Abnahme der Beichte, Gouache 1767

Die Kapuziner halfen zeitweilig innerhalb des Dekanats Neuenburg aus. Sie übernahmen die Seelsorge in St. Cyriac in Sulzburg. Ab 1670 kam nach der Abschaffung des Pfarrzwanges die Abnahme der Beichte hinzu. In der Folge berichteten die vorderösterreichischen Kapuzinerklöster über jährlich bis zu 800 000 abgenommene Beichten. Die seelsorgerische Betreuung der Kranken und Sterbenden war nach dem Usus der Zeit fast ausschließlich den Kapuzinern anvertraut. Kapuziner nahmen sich in Gefängnissen in besonderer Weise Inhaftierter und Verurteilter an und begleiteten die zum Tode Verurteilten auf ihrem letzten Gang.
Ein weiterer Schwerpunkt lag in der Mission, die sich bis in die reformierte Markgrafschaft Baden erstreckte.
Der Kapuzinerorden erwarb sich große Verdienste bei der Versorgung der Pestkranken in den Epidemien des 16. und frühen 17. Jahrhunderts. Krankenseelsorge und Krankenpflege gingen in einander über. Das Kloster engagierte sich besonders in den Pestausbrüchen in den Jahren 1633 bis 1634 und 1639. Bei der seelsorgerischen Betreuung und Pflege der Erkrankten verstarben im Oktober und November 1633 die Patres Vitalis Sättelin von Konstanz und P. Juvenalis von Ensisheim sowie Bruder Homobonus von Jestetten. 1634 starb P. Friedrich Übelacker von Wollmatingen, der im Jahr zuvor den Rheingrafen besänftigt hatte, bei der Pestpflege. Beim schweren Pestausbruch von 1639, der innerhalb von 2 Tagen 400 Opfer forderte, verstarb kein Kapuziner.

### Das Kloster in Kriegszeiten

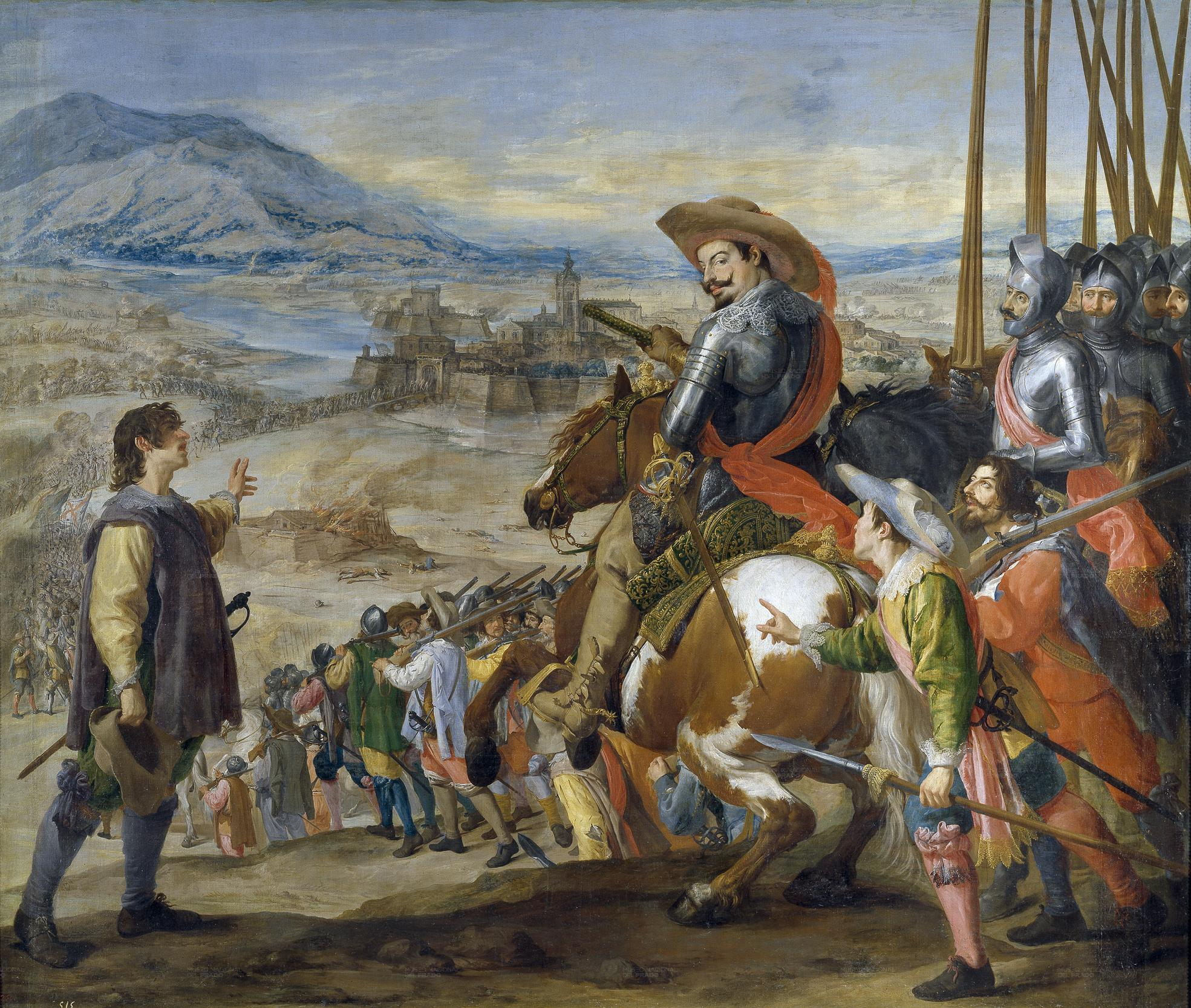
Jusepe Leonardo: Der Entsatz von Breisach, 1635, Museo del Prado

Aufgrund der exponierten Lage Neuenburgs am Rhein wurden die Stadt und das Kloster vom Schwedisch-französischen Krieg bis zum Holländischen Krieg wiederholt in die Kampfhandlungen involviert. Das Kloster diente in Kriegszeiten als Hauptquartier, Kaserne und Lazarett.
Eine herausragende Bedeutung erlangte das Neuenburger Kapuzinerkloster als Hauptquartier der weimarisch-schwedisch-französischen Armee und Sterbeort Bernhards von Weimar, der nach seinem Tod im dortigen Refektorium aufgebahrt wurde.
Auch im Holländischen Krieg kam Neuenburg wegen seiner Blockademöglichkeit der Verbindungen zwischen den französischen Standorten Hüningen und Breisach eine hohe strategische Bedeutung zu. General Vauban bemächtigte sich der Stadt in der Nacht vom 10. auf den 11. März 1675 und gab sie am Folgetag der Plünderung und Brandschatzung preis. Lediglich das Kapuzinerkloster erhielt auf Bitten des Guardians eine Sicherungswache und wurde Zufluchtsort der Bürger. Trotz der vergangenen Nutzung durch alle Parteien wurde das Kloster mit der Stadt am 9. April 1675 auf persönlichen Ordre von Ludwig XIV. geschleift. Nach anderen Quellen überstand das Presbyterium. Die vor Ort gebliebenen Kapuziner, zwei Kleriker, drei Patres und ein Bruder erhielten nach der Ansteckung des Klosters mit ihrem Kreuz freien Abzug und kamen zunächst in Schliengen unter. Aus den Erfahrungen der Kriegsjahre heraus wurde das Nachfolgekloster in Staufen im Breisgau errichtet.

### Ausstattung des Klosters
Die künstlerisch bedeutende Ausstattung des Kapuzinerklosters Neuenburg ist leider weitgehend verloren oder vernichtet. Die Kapuziner hatten in Neuenburg das 1527 aufgehobene Franziskaner- oder auch Barfüßerkloster mit der Barfüßerkirche übernommen. Zumindest der Hochaltar mit Altarblättern des jungen Martin Schongauer hatte die Reformationszeit überstanden und wurde von den Kapuzinern weiter genutzt. Es anzunehmen, dass die Tafelbilder im Vorfeld des Holländischen Krieges zu ihrer Sicherheit in den Schwarzwald verbracht und dann im Nachfolgekloster in Staufen weiter verwendet wurden. 1880 wurde auf einem Speicher eines Staufener Hauses ein doppelseitig bemaltes Altarblatt des Neuenburger Schongaueraltares aufgefunden. Nach der Trennung gelangten beide Gemälde über den Kunstmarkt in private Sammlungen.

### Lage
Das Klostergelände lag innerhalb der Stadtmauern im Norden der Stadt zwischen dem Nieder- und dem Mühltor. Heute erinnert nur noch die Straßenbezeichnung Kapuzinergasse an das Klostergelände.

### Spätere Nutzung
Erhalten blieb lediglich ein Teil des Kellers, auf dem das Katholische Pfarrhaus errichtet wurde.

### Herausragende Mitglieder des Kapuzinerklosters in Neuenburg
- Ignatius Eggs (1618–1702), Buchautor, Palästinareisender, Guardian in Neuenburg von 1664 bis 1668